# دوري بنما لكرة القدم
دوري بنما لكرة القدم هو الدوري الوطني لكرة القدم في بنما، .البطل الحالي هو نادي كوريلو.